# Libero comune di Sassari
Il cosiddetto Libero comune di Sassari fu uno Stato semi-indipendente esistito in Sardegna tra il XIII e XIV secolo e confederato prima con Pisa e poi con Genova.

## Storia

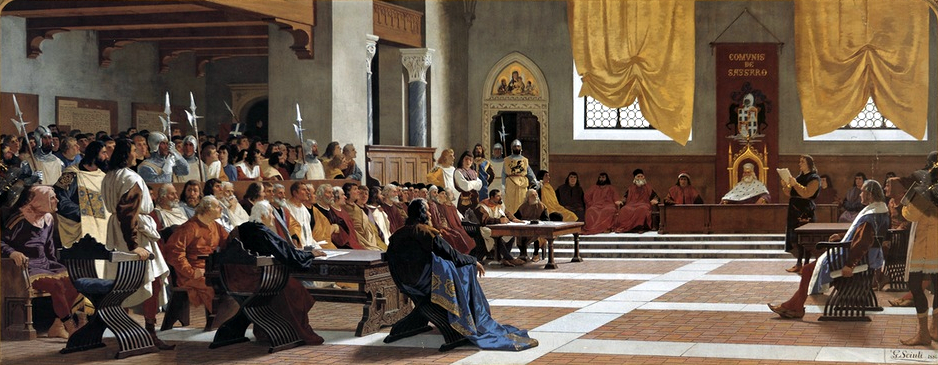
Proclamazione del Libero comune di Sassari, Giuseppe Sciuti, 1880, Palazzo della Provincia di Sassari

Secondo lo storico Francesco Cesare Casula il comune nacque nel 1272 dopo la fine del Giudicato di Torres di cui, nell'ultimo periodo, era stata capitale.
Nel primo periodo i podestà furono pisani, incaricati dalla popolazione del comune di svolgere il proprio governo con "giustizia, obiettività ed imparzialità"
Successivamente, dopo la disastrosa Battaglia della Meloria e la successiva pace di Fucecchio, firmata nel 1293, Genova riuscì ad insediare come podestà dei funzionari liguri.
Fu in quell'epoca che Sassari si fornì di codici di legge, detti Statuti Sassaresi, aggiornati successivamente in epoca arborense e dunque dopo il crollo del Libero comune.
Dopo l'arrivo dell'allora infante Alfonso IV d'Aragona a capo della flotta di 300 navi di suo padre, il Libero comune si offrì di divenire vassallo dell'appena costituito Regno di Sardegna e Corsica, tramite l'ambasciatore Guantino Catoni.
Il passaggio ufficiale avvenne il 4 luglio 1323.

## Statuti Sassaresi

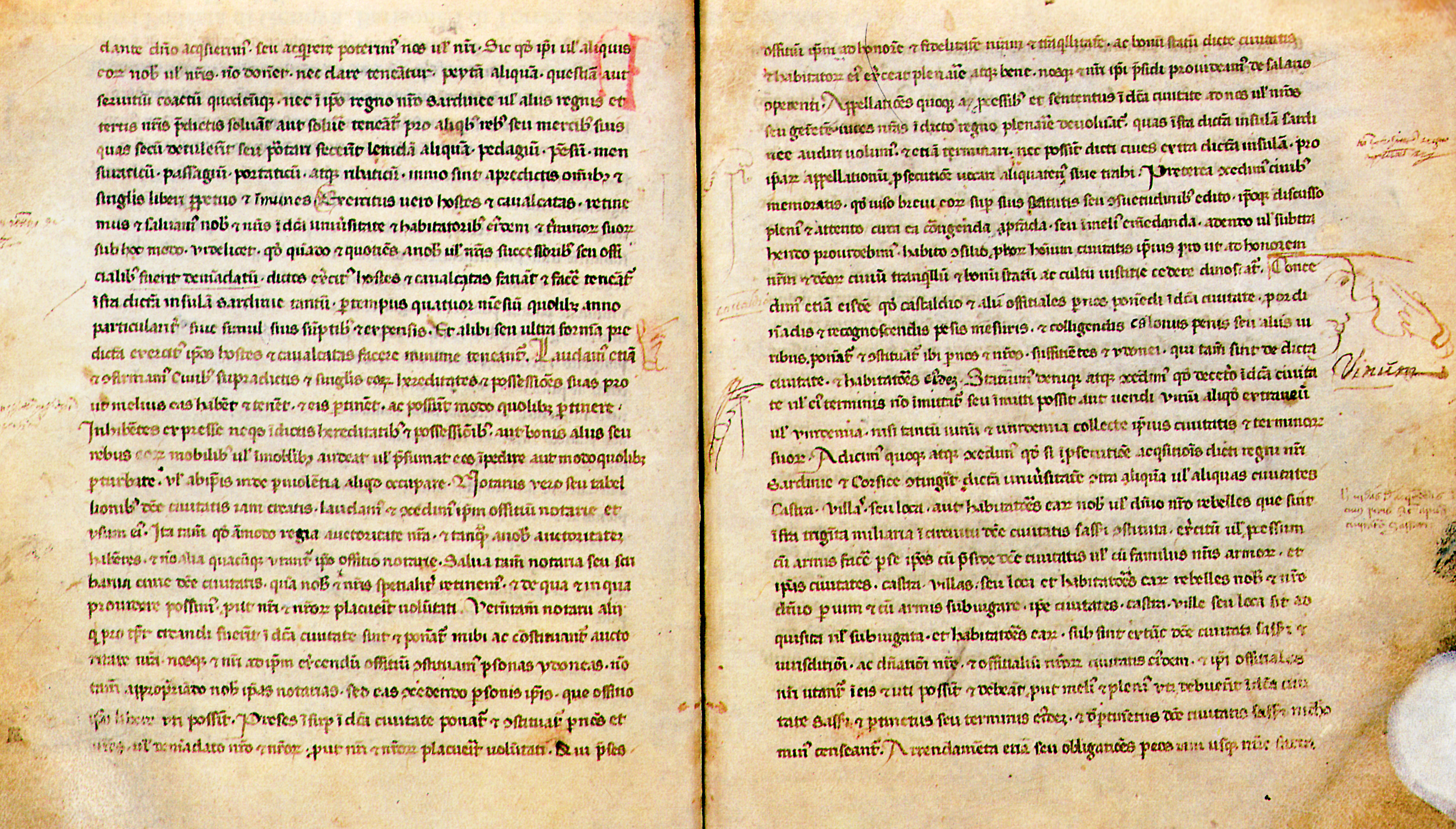
Testo degli Statuti in latino

I cosiddetti Statuti di Sassari sono atti formali e solenni con i quali vennero stabiliti i principi organizzativi ed istituzionali della città di Sassari e della sua contrada.
La prima copia a noi rimasta è del 1316, al tempo del podestà genovese Cavallino degli Onesti o degli Honestis, ed è scritta in lingua latina, anche se ne permane una anche in lingua sarda nella variante logudorese. È composta da tre libri, contenenti rispettivamente 160, 38 e 50 capitoli.
Il primo libro trattava del diritto pubblico interno e le materie economiche:del commercio, dei dazi e della guardia urbana.
Il secondo riguardava il diritto civile e stabiliva l'amministrazione dei beni privati.
Il terzo trattava invece del diritto penale e stabiliva le pene per ogni delitto

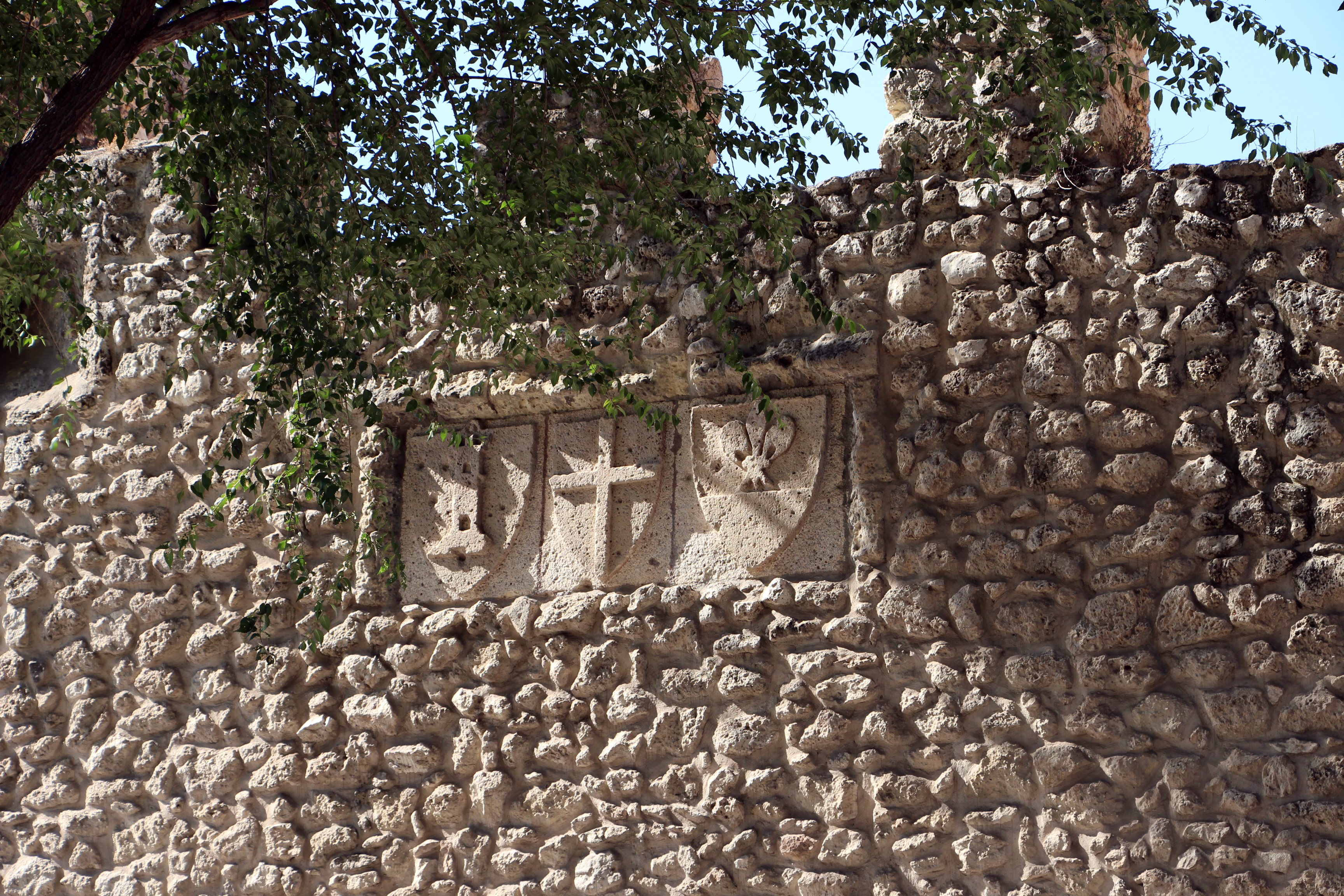
Mura di Sassari, stemmi del comune, Genova e del podestà

## Elenco dei podestà sassaresi noti
| Periodo | Periodo | Primo cittadino        | Partito | Carica         | Note  |
| ------- | ------- | ---------------------- | ------- | -------------- | ----- |
| 1272    | --      | Arrigo da Caprona      | Pisa    | Podestà        |       |
| 1281    | 1282    | Goffredo Sampante      | Pisa    | Podestà        |       |
| 1282    | 1283    | Tano Badia de Sismondi | Pisa    | Podestà        |       |
| 1300    | --      | Ottone Boccanegra      | Genova  | Podestà        |       |
| 1313    | --      | Rolando da Castiglione | Genova  | Podestà        |       |
| 1316    | --      | Cavallino De Honestis  | Genova  | Podestà        | [ 4 ] |
| 1323    | 1323    | Guantino Catoni        |         | Amministratore |       |